# Elizabeth Threatt
 (juin 2017).
Si vous disposez d'ouvrages ou d'articles de référence ou si vous connaissez des sites web de qualité traitant du thème abordé ici, merci de compléter l'article en donnant les références utiles à sa vérifiabilité et en les liant à la section « Notes et références ».
Pour les articles homonymes, voir Threatt.
Elizabeth Threatt, née le 12 avril 1926 et morte le 22 novembre 1993 à Concord, est une actrice et mannequin américaine. 

## Biographie
La carrière d'Elizabeth Threatt, tant dans le mannequinat qu'au cinéma est extrêmement brève. Mannequin à 19 ans, elle est choisie pour jouer le rôle de Teal Eye (Gazelle dans la version française), l'héroïne du film La Captive aux yeux clairs ( The Big Sky) d'Howard Hawks, sorti sur les écrans en 1952. Cette expérience restera unique, car pour des raisons qu'elle n'a jamais expliquées, le film terminé, elle renonce définitivement à sa carrière d'actrice et de mannequin et part vivre en Caroline du Nord, loin du monde du cinéma et de la mode.